# Historia de Sogamoso

## Prehistoria

### Primeros pobladores
Huellas de migraciones primitivas en Sogamoso.
A la llegada de los conquistadores españoles a la región de Sogamoso hallaron varias comunidades pertenecientes a la familia lingüística chibcha.
Las crónicas y los recientes estudios antropológicos y arqueológicos permiten establecer que esos pobladores descendían de antiguos grupos migrantes.
Las pinturas rupestres de Pilar y Ceibita parecen relatar migraciones desde el norte.

## Época indígena
El origen de Sogamoso se remonta en la cosmogonía chibcha a la creación del Sol: en el valle de Iraca (o Suamox) nació el propio Sol. Sogamoso fue un centro religioso de los indios Muiscas del altiplano Cundiboyacense, como lo recuerda el Parque Arqueológico construido en el sitio que ocupara la necrópolis Templo del Sol. 
El mito de Sugamuxi, que recrea el origen de los dos dioses de la región de Iraca —Ramiriquí e Iraca— fue recogido por el cronista Fray Pedro Simón en sus Noticias Historiales del Nuevo Reyno de Granada, y así lo compendia la condesa alemana Gertrud von Podewils Dürniz, en su obra Chigys Mie, que en lengua muisca significa Cosas pasadas":

"YACE la provincia de Iraca (que mudó el nombre en Sogamoso) ocho leguas distante de la ciudad de Tunja, á la parte del oriente. Es casi toda ella de tierras llanas, dilatadas en buena proporción, y las mejores y más fértiles de todas cuantas tiene el Nuevo Reino de Granada. Fertiliza esta provincia con sus aguas, y divídela en dos partes, el valiente río Sogamoso, cuyo origen repartieron entre sí las ciudades de Tunja y de Toca, donde reconoce sus principios. Corre esta provincia por las faldas de la cordillera que sirve de lindero entre los Llanos y Nuevo Reino, con temple muy saludable, en que estaban pobladas muchas y diferentes naciones sujetas al Sogamoso; y toda la distancia ó que alcanzaba su señorío es la que llamaban tierra santa, por haber muerto en ella, como decían, el Bochica primer intérprete de su religión, dejando por herederos de su potestad á los Caciques que le sucediesen, aunque los indios de aquella provincia refieren el caso de esta manera".

## Invasión y conquista española
Juan de Sanct Martín (llamado también San Martín) fue uno de los descubridores del Valle de Iraca en 1537. Al llegar las huestes de Gonzalo Jiménez de Quesada encontraron en el valle de Iraca uno de los principales desplazamientos chibchas. Era el sitio sagrado más importante de los Muiscas , cuyo sumo sacerdote y gobernante era el cacique Suamox o Sugamuxi, nombre del cual los conquistadores españoles derivaron el de la ciudad.

### La Batalla de Iraca o Sogamoso (julio de 1537)
Fernández de Piedrahíta, en el capítulo V narra la marcha de Quesada a Sogamoso, el saqueo de la ciudad y el incendio del templo del Sol.

Hay un campo raso y ameno antes de llegar á Sogamoso, que anticipadamente dispuso la naturaleza para teatro en que se representase la tragedia de este suceso. En él reconocieron los españoles numerosas escuadras de indios que su Cacique tenía prevenidas para oponerse valiente, dejando á la suerte de una batalla su buena o mala fortuna; y así, viéndolos cercanos, dieron la guazabara que acostumbraban en sus lides al atacar la batalla, que no excusó el campo español; porque convidado del buen terreno para los caballos, rompieron por lo más granado del ejército enemigo, sembrando los campos de penachos y coronas con daño de los dueños, aunque no muy considerable. Otras dos veces fueron acometidos de los veinte caballos unidos, y fue tanto el espanto que concibieron acobardados ya de las lanzas, que con facilidad fueron desbaratados y constreñidos á volver las espaldas con vergonzosa fuga, dejando libre la ciudad y Sugamuxi su cercado, no ménos magnífico que él de Tunja en los resplandores con que lo adornaban las láminas y platos de oro puestos en la fachada, que montaron cuarenta mil castellanos, y entre ellos hubo pieza que pesó arriba de mil, de buen oro; siendo la oscuridad también el amparo á cuya sombra sacaron los indios mucha parte de las riquezas que tenían en sus casas y adoratorios, aunque del templo mayor (que ya, ó porque fuese religiosa atención, ó por cosa común, y lo más cierto porque no fue posible) no pudieron sacar la riqueza que bastan para el remedio de muchos, si pudiera lograrse".

### Incendio del templo del Sol

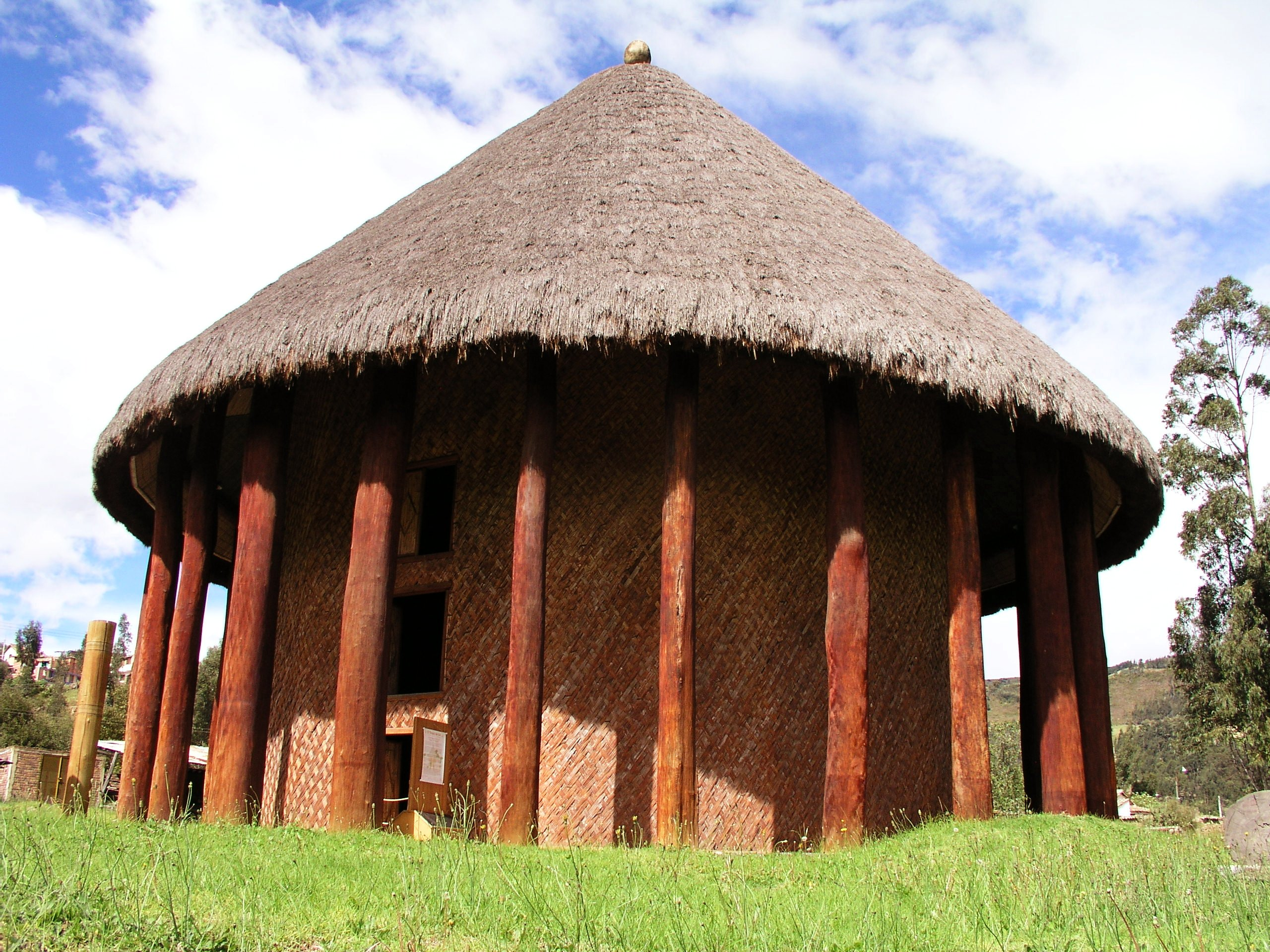
Reconstrucción del Templo del Sol en el Museo Arqueológico Eliécer Silva Celis.

"El incendio del templo del Sol fue un momento culminante de la Conquista. Ocurrió en agosto de 1537, cuando Gonzalo Jiménez de Quesada acababa de llegar al altiplano, un año antes de la fundación de Bogotá. El indio Baganique, que ya había delatado las riquezas de Hunza, le contó a Quesada de los tesoros de este santuario, ubicado en tierras del cacique Suamox, y dedicado al culto del Sol.... Habiendo asegurado el poblado, Quesada dio la orden de esperar la luz del nuevo día para acceder al templo y extraer con calma los tesoros... Dos soldados españoles, Miguel Sánchez de Llerena y Juan Rodríguez Parra, desobedecieron a su jefe y, armados de teas, en medio de la noche, decidieron ingresar. Ellos dos serían los únicos testigos para la historia de lo que allí había... Todo se quemó cuando los soldados descargaron sus antorchas para poder abarcar en sus brazos las más pesadas preseas.". Según la leyenda recogida por los cronistas hispanos, las dimensiones del templo original eran tales que este ardió durante seis años sin que lo apagaran las torrenciales lluvias.
Según la tradición local, los indígenas sabían que el ataque español era inminente e intentaron desprenderse de lo más preciado, como las pieles y los objetos de oro arrojándolos al lago de Tota, incluida una inmensa figura del sol de oro.
Hasta la fecha se ignora el paradero de los restos de las joyas de oro fundidas en el incendio. Es de suponer que las vasijas, momias y demás utensilios ceremoniales debieron ser destruidos y esparcidos con los arados que prepararon las tierras para nuevos cultivos de maíz.
Una pobre muestra de los restos de los tesoros que debieron estar en los alrededores del templo se puede apreciar en el actual Museo Arqueológico de Sogamoso; los demás se perdieron en manos de los conquistadores y de los "guaqueros" o arqueotraficantes. 
Sugamuxi aceptó la religión impuesta por el invasor y bautizado con el nombre Alonso y fue ennoblecido con el título de Don, es decir, "de origen noble". Bajo el dominio peninsular, la importancia de su cacicazgo entró en decadencia. En 1539, Don Alonso murió en la ciudad de Tunja, prácticamente en la miseria.[cita requerida]
En su Relación dirigida a la Corona española, los capitanes de Juan de San Martín y Antonio de Lebrija, sostienen que los antiguos habitantes del altiplano cundiboyacense eran "...gente que quiere paz y no guerra, porque aunque son muchos, son de pocas armas y no ofensivas. guarnecían sus fronteras con gente de guerra, y aunque estaban los unos en la tierra de los otros, eran hostigados por naciones bárbaras, de lengua y costumbres distintas, como los panches, muzos, laches y colimas.
La inmisericordia de los españoles que sobrevino al descubrimiento de las riquezas sogamoseñas quedó plasmada en las denuncias de Domingo de Aguirre, "uno de los 180 hombres que llegó en la jornada de Gonzalo Jiménez de Quesada al Valle de la Grita en marzo de 1537 en calidad de veedor y soldado de caballo, quien declaró en 1543 conocer el ataque que le hizo Baltasar Maldonado al Cacique de Sogamoso y aclaró desconocer si estos habían hecho la guerra a los cristianos. Afirmó que Maldonado los había atacado, cortando manos y narices a más de 100 indígenas y talándoles las sementeras para que murieran de hambre".

## La colonia
El Barón Alejandro de Humboldt, quien visitó el Nuevo Reino de Granada a comienzos del siglo XIX, consigna en su "Diario":

"La región en la cual vivió Bochica durante 2.000 años se llama Iraca, al oeste de Tunja, la hermosa llanura a lo largo del río Sogamoso. (El nombre de Sogamoso fue inventado erróneamente por los españoles, porque el último pontífice de Iraca se llamaba Sogamuxi). Iraca fue la Palestina de los cristianos y la Meca de los mahometanos. Los indios venían de todas partes en peregrinación a esta ciudad santificada por Bochica y en medio de la guerra los príncipes amparaban a estos peregrinos."Alejandro de Humboldt - Diario

- Geografía histórica de Sogamoso.

A finales del siglo XIX, el geógrafo francés Eliseo Reclus, presentaba esta imagen geográfica de Sogamoso:

La ciudad de Sogamoso (Suamox), situada á orillas del río que ha recibido su nombre, fue, como Tunja, una de las ciudades históricas del imperio Muisca; á 2 kilómetros al Sudeste señálase el emplazamiento de Iraca, residencia del Sugamuxi, sumo sacerdote de la nación, y donde se hallaba el templo más rico de la comarca, considerable edificio de madera revestido de láminas de oro; durante el pillaje, unos soldados le pusieron fuego por descuido, y el incendio duró por muchos días, "cinco años," según las crónicas. Sogamoso no es ya un lugar de peregrinación á donde se llevan de todas partes el oro y las piedras preciosas; en cambio, se enriquece como centro de comercio de rebaños y supera á la capital en población; las campiñas circunvecinas, á menudo inundadas, no se prestan para la agricultura, pera alimentan mucho ganado que se importa de los Llanos de Casanare; se aprecia mucho la raza caballar de Sogamoso.

Su antiguo y eficaz colaborador señor D. Francisco J. Vergara V Vergara aclaró:

"Lo dicho sobre Sogamoso necesita alguna aclaración; la ciudad, el primer centro mercantil de Boyacá, no está sobre el río de su nombre, sino á orillas del riachuelo Monquirá, y sus campos también dan valiosas y abundantes cosechas. Al O. de la ciudad queda el célebre campo de batalla de Pantano de Vargas; al Sur está Pesca y su lindo valle, notable por sus abundantes cosechas y valiosas fincas; al Este Mongui con un célebre santuario cuya imagen es regalo del Emperador Carlos V. Toda la mesa de Tunja á Sogamoso está llena de pueblecillos. En la época muisca, Buscbanzá, Pesca, Toca y Gámeza eran importantes cacicazgos cuyos señores elegían al Pontífice de Suamox en individuos de Tobazá y Firavitoba, alternadamente. En Gámeza también hay piedras pintadas." 

## Independencia
El 23 de agosto de 1810 el pueblo de Sogamoso con 21 representantes, junto con sus vecinos confederados y aliados, en histórica manifestación firmaron su propia "Acta de Independencia", por medio de la cual se separan de Tunja y constituyen una nueva Provincia. El 28, del mismo mes, remiten a Chiquinquirá los documentos e inmediatamente los patriotas de allí imitan el gesto de los sogamoseños, según consta en histórica acta.
El 6 de septiembre del mismo año se da la erección de Sogamoso en Villa Republicana:

La Junta Suprema de esta ciudad, establecida sobre los más sanos principios, ha erigido en villas los lugares siguientes que merecen este título por el aumento considerable de su población, sin que hayan tenido que erogar cantidad ninguna para conseguirlo.

Villas erigidas por acta de seis de septiembre de 1810. Zipaquirá, Ubaté, Chocontá, la Mesa de Juan Díaz, Cáqueza, Tenza, Sogamoso, Turmequé, y Chiquinquirá.
Estas gracias al sacar hubieran valido a España más de cien mil pesos, que hubieran marchado a las columnas de Hércules si hubiera permanecido el antiguo orden de cosas.

La demarcación de cada una de estas villas y lugares que deben quedar bajo su comprensión, se debe arreglar por un geógrafo que ha resuelto la Suprema Junta destinar para que ejecute las divisiones, consultando la comodidad de los pueblos y la más fácil administración de justicia.

Sin embargo dicha fecha debe ser sometida a respectivo discernimiento, toda vez que en varias fuentes de la época la fecha que aparece es el 6 de agosto de 1810. Es más la anterior cita, tomada del Diario Político de Francisco José de Caldas, del 25 de septiembre de 1810 pone como fecha el 6 de agosto, aunque algunos historiadores han dicho que se trató de un error de imprenta.
El 22 de diciembre Sogamoso decidió hacerse presente en el núcleo nacional. Según acta y poder, eligió al doctor Emigdio Benítez, quien remitió el poder de la Junta de Sogamoso. A pesar de la oposición de Camilo Torres, tomó posesión el doctor Emigdio Benítez en el Congreso. Durante las sesiones posteriores el comportamiento de Camilo Torres estuvo en contra de la participación de Sogamoso: 

Después de referirse a Sogamoso en los términos más despectivos, calificando a sus habitantes, por el hecho de ser indígenas, de "pueblos miserables", declaró que tenía especial instrucción de su provincia para no reconocer a Sogamoso bajo esta calidad, ni por consiguiente admitir a su representante.

El 8 de enero de 1811, el doctor Emigdio Benítez, presentó al Congreso un informe minucioso: 

Ignora acaso el doctor Camilo Torres que la situación geográfica de Sogamoso es de las mejores del Reino: que su clima es el más saludable y cómodo: que comprende dilatados y deliciosos valles, extensos campos, tan fértiles, que sólo los respectivos a sus Resguardos, o dehesa, producen granos y frutas suficientes para proveer con abundancia las dos grandes Provincias del Socorro y Llano, y pastos para recibir, hacer convalecer y cebar esas numerosas partidas de ganados vacunos que con las crías y los abastos de carnes del mismo Socorro, Pamplona, Tunja, Girón y esta capital? --- Ignora también que Sogamoso es el puerto, y el punto céntrico de las relaciones de comercio de las mencionadas provincias... que su feria o mercado, apenas hay algún otro que se le pueda comparar? No podrá negar el doctor Torres, que instalada la Junta de Sogamoso, la reconoció la de esta capital, y le libro el título de Villa... --- Santa Fe, ocho de enero de mil ochocientos once. (Fdo.) Emigdio Benítez.

En 1812 proseguía la época de la Patria Boba y el 22 de marzo el presidente Antonio Nariño fue avisado por Baraya de su respaldo a Leiva y Sogamoso, donde se halla la mayoría de la tropa provincial, repartida por el gobernador Juan Nepomuceno Niño, para contrarrestar los intentos de Santa Fe. El Gobernador ofrece retirar las tropas de Sogamoso, si se evacua a Tunja.
El 12 de abril Baraya escribe desde Sogamoso a Nariño: 

Mi querido amigo: .... En los pueblos de esta provincia han sembrado mil especies contra ti y contra mí para hacernos odiosos. Sogamoso se mantiene firme, y algunos vecinos de Soatá claman por la llegada de nuestras tropas. Estos mandones, a pesar de sus protestas, en nada piensan menos que en la incorporación a ese Estado. Yo estoy en el día plenamente desengañado, y ellos confían en caso de oprimirlos, en auxilios de los Llanos y otras provincias. Este es el verdadero estado de las cosas.

El 25 de mayo Baraya se ha establecido en Sogamoso. Los enfrentamientos entre federalistas y centralistas están candentes. Nariño, desde Santa Fe, no puede imaginarse, que Baraya, su amigo y todos los brillantes oficiales y sus soldados lo han traicionado con el bando contrario, al firmar el "Acta de Sogamoso":

... subyugadas por Cundinamarca, como ya lo habían comenzado a experimentar... En la Villa de Sogamoso, a 25 de Mayo de 1812. El Brigadier Don Antonio Baraya, Comandante de la Segunda Expedición de Cundinamarca, hacia el Norte, hizo juntar en su Casa a todos los oficiales que la componen para determinar lo que se debía hacer en que se hallaba nuestra existencia política por los procedimientos del Gobierno de Santa Fe en orden a la pronta formación del Congreso y la decidida voluntad de las provincias de Tunja, Socorro, Pamplona y demás que componen el Reino. Dicho señor Brigadier hizo presente: que el Presidente de Santafé había entablado negociación con los diputados comisionados singularmente para ello, por lo demás diputados residentes en Ibagué, y que de ellos resultaba la adhesión que ya manifestaba dicho señor presidente de formar el congreso bajo las condiciones expresadas en carta particular de uno de los comisionados, que se hicieron presentes. Que la voz expresa y la voluntad decidida de todas las provincias era de formar el supremo congreso, como el único que podía resistir los ataques de los enemigos exteriores, poner en seguridad a todo el reino, y garantizarlas de no ser divididas y...

... Con lo cual se concluyó esta acta que firman individualmente los oficiales para su perpetua constancia, y con la que se constituyen obligados a cumplir con el general voto que se ha manifestado.
Antonio Baraya, José Ayala, Francisco Caldas, Rafael Urdaneta, Antonio José Vélez, Manuel Ricaurte y Lozano, José María Ricaurte, José Arze, Angel González, Lino María Ramírez, Francisco de Paula Santander, Luciano D´Elhuyar y Bastidas, José Agustín Rosas.

Es copia. Sogamoso, fecha ut supra. Francisco de Paula Santander.

El 26 de mayo el Precursor don Antonio Nariño, ha sido informado del Acta firmada en Sogamoso, en la cual el Brigadier Baraya junto con otros oficiales y con la tropa abandonan las toldas centralistas y las dejan a su suerte. Este acto, calificado por la historia. Como de lamentable e inexcusable defección. Baraya, puesto en contra de las ideas políticas del General don Antonio Nariño, le causa una enorme decepción que lo hace escribir el 4 de junio en su manifiesto al pueblo de Cundinamarca: 

Jamás repararán Ricaurte y Baraya el daño que acaban de hacer a su Patria, a la seguridad de la Nueva Granada y de nuestra libertad, con los pasos inconsiderados que acaban de dar. Yo pongo al tiempo por testigo y él hará una justicia que ahora me niegan mis conciudadanos y amigos.

El 25 de junio, Baraya, al no entregar las tropas al Presidente Nariño, después de su pronunciamiento desde Sogamoso, marcha de esta ciudad a El Socorro, para concertar la campaña contra Nariño y Santa Fe, situación que obliga a la Capital a organizar su defensa de sus antiguos amigos. El 25 de junio, Baraya, sale para Tunja al frente de 1000 hombres, tomándola el 3 de julio, pues sus jefes se han retirado a Santa Rosa de Viterbo.
Nariño, sabedor del avance español de una parte y de la otra de los desastres de sus fuerzas centralistas, acepta Capitular con el Gobierno de Tunja y nombra un delegado a Santa Rosa de Viterbo, donde se firma el Primer Tratado Territorial de la historia republicana. El acuerdo se alarga hasta el 30 de junio de 1812, arreglando así los problemas de Cundinamarca con elresto del país. El hábil Gobernador de Tunja recobró el fértil Valle de Sogamoso y otras regiones. Libres de este compromiso, las tropas federalistas se dedicaron a reforzarse contra las fuerzas españoles. Los bandos federalista y centralista, que creyeron honesta y sinceramente servir la causa de la Patria, son, en mucho, los responsables de la reconquista ibérica.
En julio de 1815 el R.P. Fray José Joaquín García, de los Ermitaños de San Agustín, lector jubilado, celebró un acto patriótico en la población, pronunciando una magnífica arenga:

...colocó en la plaza el Arbol de la Libertad, y todos los ciudadanos del partido así como numerosos jinetes de las poblaciones vecinas con sus respectivas autoridades, se reunieron a hacer un solemne juramento de ayuda a la causa de la independencia y a ofrecer valiosos elementos para el equipo de las tropas, hablaron además del P. García, el Sr. Intendente y el Dr. Agustín Estévez cura de Santa Rosa. ("El Republicano", Nº 19-20 de Agosto de 1815, de "La reconquista de Boyacá", Pág. 24)

La manifestación de los sogamoseños se efectuó en la plaza, allí fue sembrado el Árbol de la Libertad y se hizo el solemne juramento de ayudar a la causa de la Libertad, además de ofrecer elementos de apoyo para el Ejército Libertador.